# Brigada 12 Infanterie (1918-1920)
Brigada 12 Infanterie a fost o mare unitate de infanterie, de nivel tactic, din Armata României, care a participat la acțiunile militare postbelice, din perioada 1918-1920, fiind formată din Regimentul 11 Infanterie și Regimentul 12 Infanterie. Brigada a făcut parte din compunerea de luptă a Diviziei 6 Infanterie, comandată de generalul Ștefan Holban.:p. 311

## Compunerea de luptă
În perioada campaniei din 1919, brigada a avut următoarea compunere de luptă::p. 311
- Regimentul 11 Infanterie - comandant: colonel Rotaru D.
- Regimentul 12 Infanterie – comandant: colonel Voiculescu C.

## Participarea la operații

### Campania anului 1919
În cadrul acțiunilor militare postbelice,  Brigada 12 Infanterie a participat la acțiunile militare în dispozitivul de luptă al Diviziei 5 Infanterie, luând parte la Operația ofensivă la vest de Tisa. :p. 333

## Comandanți
- General Constantin Neculcea